# Nastri d'argento 1983
Els Nastri d'argento 1983 foren la 38a edició de l'entrega dels premis Nastro d'Argento (Cinta de plata) que va tenir lloc el 1983.

## Guanyadors

### Millor director
- Paolo e Vittorio Taviani - La notte di San Lorenzo
- Maurizio Ponzi - Io, Chiara e lo Scuro
- Ettore Scola - La Nuit de Varennes

### Millor director novell
- Franco Piavoli - Il pianeta azzurro
- Francesco Laudadio - Grog
- Roberto Benigni - Tu mi turbi

### Millor productor
- Rai - pel complex de la producció
- Renzo Rossellini

### Millor argument original
- Gianni Amelio - Colpire al cuore
- Francesco Nuti i Maurizio Ponzi - Io, Chiara e lo Scuro
- Paolo e Vittorio Taviani - La notte di San Lorenzo

### Millor guió
- Tonino Guerra, Giuliani G. De Negri, Paolo e Vittorio Taviani - La notte di San Lorenzo
- Michelangelo Antonioni e Tonino Guerra - Identificazione di una donna
- Ettore Scola e Sergio Amidei - La Nuit de Varennes

### Millor actor protagonista
- Francesco Nuti - Io, Chiara e lo Scuro
- Marcello Mastroianni - La Nuit de Varennes

### Millor actriu protagonista
- Giuliana De Sio - Io, Chiara e lo Scuro
- Mariangela Melato - Il buon soldato
- Giuliana De Sio - Sciopèn

### Millor actor debutant
- Fausto Rossi - Colpire al cuore

### Millor actriu debutant
- No concedit

### Millor actriu no protagonista
- Virna Lisi - Sapore di mare
- Laura Betti - La Nuit de Varennes
- Lina Polito - Scusate il ritardo

### Millor actor no protagonista
- Tino Schirinzi - Sciopèn
- Leo Gullotta - Spaghetti House
- Lello Arena - Scusate il ritardo

### Millor banda sonora
- Angelo Branduardi - State buoni se potete
- Armando Trovajoli - La Nuit de Varennes
- Nicola Piovani - La notte di San Lorenzo

### Millor fotografia
- Ennio Guarnieri - La traviata
- Franco Di Giacomo - La notte di San Lorenzo
- Carlo Di Palma - Identificazione di una donna

### Millor vestuari
- Piero Tosi - La traviata
- Gabriella Pescucci - La Nuit de Varennes

### Millor escenografia
- Gianni Quaranta - La traviata
- Dante Ferretti - La Nuit de Varennes
- Lucia Mirisola - State buoni se potete

### Efectes especials
- El misteri d'Oberwald

### Millor pel·lícula estrangera
- Richard Attenborough - Gandhi
- Costa-Gavras - Missing (Missing)
- Ridley Scott - Blade Runner

### Millor director de curtmetratge
- Aldo Bassan - Terra amara

### Millor productor de curtmetratge
- Ferdinando Zazzara – pel complex de la producció

### Menció especial
- Riccardo Fellini - Quegli animali degli italiani